# 风中有朵雨做的云
《风中有朵雨做的云》（又名《地狱恋人》）是娄烨执导的一部中国悬疑剧情片，张家鲁、耐安、娄烨共同监制，邱玉洁、梅峰、马英力编剧。井柏然、秦昊、宋佳、张颂文、陳妍希和馬思純主演。2016年3月11日开拍，2019年4月4日上映。入围第69屆柏林影展電影大觀單元。

## 剧情
故事发生在广东的一座城市，2012年，开发区主任唐奕杰在一次城中村拆迁纠纷中意外坠楼身亡，年轻警官杨家栋开始调查此案。他发现坠楼案与2006年的一宗连阿云失踪案有着密切关系，而唐奕杰的妻子林慧和女儿小诺，以及房地产商姜紫成也都牵涉其中。

## 角色
| 演员   | 角色     | 备注                                   |
| ------ | -------- | -------------------------------------- |
| 井柏然 | 楊家棟   | 年轻警官                               |
| 宋佳   | 林慧     | 唐奕傑妻子/姜紫成情人                  |
| 秦昊   | 姜紫成   | 房地产紫金置业老板，小諾生父           |
| 陈妍希 | 连阿云   | 姜紫成情妇，台湾人                     |
| 张颂文 | 唐奕傑   | 开发区主任                             |
| 馬思純 | 小諾     | 唐奕傑与林慧之女                       |
| 陈冠希 | Alex/老A | 中國大陸版戏份被删，出現在日本正式预告 |
| 顏卓靈 | 酒吧女   |                                        |

## 制作
据网友爆料，影片剧情改编自知乎上的一篇问答和冼村舊城改造、拆遷以及2014年广州市天河区村支书卢穗耕逃亡海外的故事。
2016年3月开机，取景地位于故事的發生地广州，據導演介紹是以製作一個紀錄片為其最後的宗旨，其第一次選擇廣州作為電影背景城市拍摄，是基於在尋找改革开放的起源，展示這個大背景下一個地方的落差、所谓的变化，將不同时间穿插在一起，混杂不同发展速度的不同的地域，不同的空间。2016年秋天，前期拍摄完成，进入后期制作阶段。

## 審查
影片原定4月4日於中國清明档上映，疑似被迫撤档，原定4月1日举行的首映礼被取消。后据悉片方会依照新审查意见重新剪辑，上映时间不变。公映片长是124分钟，柏林电影节放映的版本是125分钟，金马奖放映的版本是129分钟。
2023年1月20日，电影的129分钟完整版在日本上映。

## 评价
时光网：“在整部影片里，影片来来回回闪现的时间点多达十一个，这些精心拼贴起来的时间点，配合流畅的手持摄影，剪影般勾勒出三十年来围绕三位主角的命运纠葛。在视觉和时间的表达上，达到一种迷乱甚至混乱的感觉，与影片的人物命运、情感关系相辅相成。而在具体处理这些琐碎的时间线时，除了按照人物的叙述逻辑自然的进行闪前闪回外，影片里也利用巧妙的光线控制和镜头运动自然的进行无技巧转场，视觉上更加自然，情绪上更加连贯。《风中有朵雨做的云》选择了这个特定的角度，从人物们的关系出发，彰显出时代的症候。三个人追求的并不是“新浪潮”的自由精神，相反是以一种夹杂着目的性和欺骗性的互相利用关系，虚情假意的互相拥抱，这也决定了他们最终的命运。时代和欲望决定了人的行为，人的行为则决定了命运，在命运的捉弄下角色作出的挣扎反应，是娄烨镜头里始终关注的焦点。所谓‘风中有朵雨做的云’，即是时代浪潮中，欲望驱使下个体的命运吧。”
影评人蔡宗城：“这部电影最大的悬念并不是真凶是谁，而是娄烨像拼凑碎片一样给观众还原一个微型历史进程，让观众看到姜紫成成为大企业家背后的丑陋，以及表面光鲜的唐奕杰一家的残酷真相。娄烨眼中的珠江新城和城中村，是他对阶层分化的影像化呈现。看得见的，是暴富的少数，四十年来这片土地创造的经济奇迹。看不见的，是被埋没的多数，在这进程中被落下的底层。他们一个在全城最豪华的楼盘，一个在已经被历史掩埋的黑暗深渊，娄烨的镜头，就是要把他们拉起来。影片真正介入了许多人不愿提及的历史创伤，但不以和解的方式收场。电影对城中村事件的再现、对贪腐的揭露，放眼中国电影史都十分罕见。娄烨的电影并非纯粹的新闻拼贴，也不是猎奇故事，他的镜头表现力一如既往地细腻、丰富、精准，他对状态的呈现、人物面孔的捕捉，还有视听语言的运用，都延续了他的独特风格。”

## 票房
光线影业负责全国发行工作，上映第一天全国排片占比17.8%。中国大陆首周四天收获5100万人民币，最终取得6495万元创下娄烨导演票房纪录。之前的《推拿》仅有1327万元。

## 獎項

### 第55屆金馬獎
| 年份   | 獲提名         | 獎項         | 結果 |
| ------ | -------------- | ------------ | ---- |
| 2018年 | 婁燁           | 最佳導演     | 提名 |
| 2018年 | 包軒鳴         | 最佳攝影     | 提名 |
| 2018年 | 羅禮賢、羅義民 | 最佳動作設計 | 提名 |
| 2018年 | 富康           | 最佳音效     | 提名 |

### 第十一届中国电影导演协会2019年表彰
| 年份   | 獲提名 | 獎項       | 結果 |
| ------ | ------ | ---------- | ---- |
| 2020年 | 婁燁   | 年度導演   | 提名 |
| 2020年 | 张颂文 | 年度男演员 | 提名 |
| 2020年 | 宋佳   | 年度女演员 | 提名 |

## 歌曲
- 《一场游戏一场梦》